# William Grainger Blount
William Grainger Blount (* 1784 bei New Bern, North Carolina; † 21. Mai 1827 in Paris, Tennessee) war ein US-amerikanischer Politiker. Zwischen 1815 und 1819 vertrat er den Bundesstaat Tennessee im US-Repräsentantenhaus.

## Werdegang
William Grainger Blount war ein Sohn von US-Senator William Blount (1749–1800) und ein Neffe des Kongressabgeordneten Thomas Blount (1759–1812). Er besuchte zunächst die New Bern Academy und zog im Jahr 1792 mit seinen Eltern nach Knoxville im heutigen Tennessee. Nach einem Jurastudium und seiner im Jahr 1805  erfolgten Zulassung als Rechtsanwalt begann er dort in seinem neuen Beruf zu arbeiten. Außerdem wurde er in der Landwirtschaft tätig. Gleichzeitig schlug Blount als Mitglied der Demokratisch-Republikanischen Partei eine politische Laufbahn ein. Im Jahr 1811 wurde er in das Repräsentantenhaus von Tennessee gewählt. Zwischen 1811 und 1815 war er als Secretary of State der geschäftsführende Beamte der Regierung von Tennessee.
Nach dem Tod des Abgeordneten John Sevier wurde Blount bei der fälligen Nachwahl für den sechsten Sitz von Tennessee als dessen Nachfolger in das US-Repräsentantenhaus in Washington, D.C. gewählt, wo er am 8. Dezember 1815 sein neues Mandat antrat. Nach einer Wiederwahl konnte er bis zum 3. März 1819 im Kongress verbleiben. Im Jahr 1818 verzichtete er auf eine weitere Kandidatur. Nach seinem Ausscheiden aus dem US-Repräsentantenhaus arbeitete Blount wieder als Anwalt in Knoxville. Im Jahr 1826 verlegte er seine Kanzlei und seinen Wohnsitz nach Paris im Henry County, wo er am 21. Mai 1827 verstarb.